# Consuelo Novais Sampaio
Consuelo Novais Sampaio (Salvador, 1936 – Salvador, 18 de outubro de 2013) foi uma historiadora brasileira, imortal da Academia de Letras da Bahia, cadeira 40.

## Biografia
Formou-se em História pela Universidade do Brasil em 1958.
Em 1973 mestrado na Universidade Federal da Bahia e na The Johns Hopkins University,  bem como doutorado nessa mesma universidade em 1979.
Pós-doutora em História do Brasil República pela Universidade da Califórnia, é autora dos seguintes livros: 
- 50 anos de urbanização: Salvador da Bahia no século XIX
- Amor que transforma
- Canudos: cartas para o Barão
- Cartas do 1° exílio (1930-1934)
- Crisis in the Brazilian oligarchical system: a case study on Bahia, 1889-1937.
- Memória da Fazenda da Bahia
- O poder legislativo da Bahia: Primeira Republica (1889-1930)
- Os partidos políticos da Bahia na Primeira República: uma política de acomodação
- Pinto de Aguiar: audacioso inovador
- Porto de Salvador modernização em projeto 1854-1891.[1][3][4][2]

Acumulou ao longo de sua vida uma série de prêmios em reconhecimento aos trabalhos desenvolvidos. Em 2005, a foi vencedora do Prêmio Clarival do Prado Valladares, tendo em projetos de pesquisa inéditos que tratam de temas referentes à História do Brasil.
Imortal da Academia de Letras da Bahia, cadeira de número 40, desde 1992, também diretora do Centro de Memória da Bahia, unidade da Fundação Pedro Calmon, entre 2003 e 2011.